# Seabiscuit – Mit dem Willen zum Erfolg
Der US-amerikanische Film Seabiscuit – Mit dem Willen zum Erfolg von 2003/2004 schildert die authentische Renn-Karriere des berühmt gewordenen Rennpferdes Seabiscuit in den 1930er Jahren. Die Verfilmung von Gary Ross, der auch das Drehbuch verfasste, basiert auf dem von Laura Hillenbrand verfassten Roman über dieses Pferd. Der Film wurde einer der erfolgreichsten Filme des Jahres und erhielt sieben Oscar-Nominierungen, darunter in den Kategorien Bester Film, Bestes Drehbuch und Beste Kamera.

## Handlung
Der Film erzählt die Geschichte dreier Männer und eines Pferdes. Diese Protagonisten begegnen sich im Laufe ihres Lebens und schreiben eine Erfolgsgeschichte, die im Film 1910 beginnt.
Charles Howard handelt mit Autos und wird damit ein reicher Mann. In seine leeren Ställe stellt er Autos. Er heiratet und bekommt einen Sohn.
Thomas Smith ist Hufschmied und Trainer, er lebt in der freien Natur und zähmt Pferde.
Red Pollard wächst im kanadischen Alberta als Sohn wohlhabender und gebildeter Eltern auf. Dort lernt er auch Reiten.
1929 kommt es zum Börsenkrach. Red Pollard verdient sich zwei Dollar mit Pferdestriegeln bei einem Pferderennen, was seine inzwischen verarmten Eltern zum Anlass nehmen, ihn dem Besitzer des Pferdes mitzugeben mit den Worten „Du hast eine Gabe.“ Acht Jahre später reitet Red als Jockey und verdient sich zusätzliches Geld mit Boxkämpfen, die er regelmäßig verliert.
Als Howard und seine Frau eine kurze Reise machen, verunglückt ihr Sohn zu Hause mit einem der Autos seines Vaters – er hatte ihm das Fahren beigebracht. Howard wird von seiner Frau verlassen. Er trifft bei einem längeren Urlaub mit einigen Besuchen  einer Rennbahn in Mexiko Marcela. Sie überredet ihn zu einem Ausritt. Mit ihr an seiner Seite findet er wieder Spaß am Leben und er heiratet sie. Gemeinsam bauen sie einen Pferdestall auf.
Während überall im Land die Arbeitslosen vor den Suppenküchen Schlange stehen, reist Tom Smith als Hobo. Als ein Schimmel wegen einer Verletzung erschossen werden soll, bittet er den Besitzer, ihm das kranke Pferd zu überlassen. Er lernt Howard kennen, der sich beim Kauf bei der Auswahl seiner Pferde von ihm beraten lässt.
Eines Tages sieht Smith Seabiscuit, erkennt auf Anhieb dessen Qualitäten und ist überwältigt. Seabiscuit ist der Sohn eines berühmten Rennpferdes, wird aber nicht als ein solches trainiert, sondern dient als Trainingspferd für Favoriten. Der legendäre Trainer Fitzsimmons hält es für faul und verfressen und gibt seinen Jockeys Anweisung, Seabiscuit zu schlagen. Das Pferd ist nun nicht mehr zu bändigen. Smith empfiehlt Howard, das Pferd zu kaufen. Auf dem gleichen Gestüt, wo Seabiscuit eingestellt wird, prügelt sich Red mit mehreren Kerlen. Smith will Red und Seabiscuit zusammenbringen. Red gelingt es, Seabiscuit zu beruhigen und sogar zu reiten. Nach einem langen Ritt, auf dem Seabiscuit und Red sich näherkommen, nimmt Howard Smith als Trainer und Red als Jockey mit auf seine Ranch. Bei einem Trainingslauf bricht Seabiscuit überraschend den Bahnrekord und bestreitet bald danach sein erstes Rennen. Er startet in Santa Anita und verliert, weil Red ihn nicht lange genug zurückgehalten hat. In seinem zweiten Rennen siegt Seabiscuit. Von nun an gewinnen der Jockey, der zu groß für seine Zunft ist, und das Pferd, das von allen als zu klein bezeichnet wird, jedes Rennen.
Tom Smith ist jedoch skeptisch, solange Seabiscuit noch nicht gegen War Admiral, den Sieger aller Rennen an der Ostküste, gewonnen hat. War Admiral gehört dem Millionär Riddle, der es zunächst ablehnt, dass sein Pferd gegen Seabiscuit antritt. Howard setzt einen Preis von 100.000 US-Dollar ein, aber Riddle lässt sich nicht locken.
Red verliert ein Rennen, weil er auf dem rechten Auge blind ist, dies aber bisher immer verschwiegen hat. Tom Smith hält ihn jetzt für untauglich, weitere Rennen zu reiten, aber Howard hält an Red fest. Riddle schweigt sich über die Herausforderung aus, bis Stimmen aus dem Volk laut werden, die diesen Zweikampf sehen wollen. Riddle gibt nach, diktiert aber die Bedingungen: Länge des Laufs, Start mit einer Glocke statt Startmaschine und seine „Hausbahn“ in Pimlico Park.
Nachdem Howard, seine Frau, Tom Smith und Red das gegnerische Pferd War Admiral beim Training beobachtet haben, wird ihnen klar, dass Seabiscuit auf herkömmlichem Wege nicht siegen kann; Smith beschließt, ihn anders zu trainieren, mit einer Feuerwehr-Alarmglocke und bei Nacht, mit dem Ziel, dass Seabiscuit gleich beim Start abgeht.
Pollard verletzt sich schwer, als ein anderes Pferd mit ihm durchgeht; sein rechtes Bein wird zerschmettert. Der Arzt im Krankenhaus sagt voraus, dass Red nie wieder wird reiten können. Damit das Rennen in Pimlico Park nicht abgesagt werden muss, bittet Red Howard, seinen alten Kollegen Woolf zu rufen. Dieser kommt und beginnt mit Seabiscuit zu trainieren.
Das für den 1. November 1938 angesetzte Rennen sorgt im ganzen Land für Aufregung, es wird von NBC übertragen; überall in den USA bekommen Angestellte einen halben Tag frei, um sich das Rennen am Radio anzuhören. 40 Millionen Amerikaner verfolgen das Ereignis. George Woolf gewinnt mit Seabiscuit das Rennen um Längen und nimmt fortan Reds Platz ein, der als Invalide auf Howards Ranch alle Rennen verfolgt.
Eines Tages hat Seabiscuit einen Bandabriss an einem Vorderlauf. Der Tierarzt bietet an, ihn einzuschläfern, Howard jedoch bringt das verletzte Pferd auf seine Ranch. Dort stehen sich Red mit Gipsbein und Seabiscuit mit Bandage am Vorderlauf gegenüber. Red verbringt nun seine Zeit mit dem Pferd in freier Natur und beobachtet, dass, wenn es erschreckt wird, es wieder normal laufen kann. So beschließt er, es heimlich zu trainieren. Dazu passt er sich für sein Bein eine Schiene an, um Seabiscuit fortan zu reiten und in Form zu bringen. Woolf testet Seabiscuits Kondition und erklärt sich bereit, mit ihm das nächste Rennen zu starten. Beim Training werden sie von dem Radioreporter „Tick Tock“ McGlaughlin beobachtet, der die Sensation von Seabiscuits Comeback verbreitet. So erfährt auch Red, dass Woolf an seiner Stelle reiten wird. Red überzeugt Howard davon, dass Seabiscuit durch ihn gesund wurde; daraufhin konsultieren Red und Howard einen Arzt, der Red die Erlaubnis geben soll, Rennen zu reiten. Red zeigt dem Arzt die selbst angefertigte Beinstütze, aber der Arzt hält sein Vorhaben für zu gefährlich.
Schließlich lässt sich Howard von seiner Frau, George Woolf und Red dazu überreden, in Santa Anita mit Seabiscuit zu starten. Seabiscuit und Red gewinnen um Längen.

## Beschreibung
Der Film beschreibt nicht nur die Erfolgsstory des Rennpferdes, sondern schildert im Wesentlichen die persönlichen Entwicklungen von Besitzer, Trainer und Jockey, die aufgrund der unerwarteten Karriere des Pferdes auch ihre persönlichen Verletzungen heilen können. Daneben zeichnet der Film auch ein eindrückliches Bild der amerikanischen Gesellschaft in der Weltwirtschaftskrise. Die Siege des Außenseiters Seabiscuit wurden von vielen Menschen als Zeichen dafür gewertet, dass auch ein scheinbar Hoffnungsloser wieder zu Erfolg kommen kann. So wurde das Pferd zu einem US-amerikanischen Symbol der Hoffnung in diesen schwierigen Zeiten.
In Deutschland hofften die Pferderennbahnbetreiber, über diesen Film mehr Publikum für den Pferderennsport zu begeistern. In mehreren Großstädten – beispielsweise in Köln – erhielt man daher zusätzlich zur Kinokarte eine Eintrittskarte zum nächsten Pferderennen.

## Produktionsnotizen
Der Film greift als Adaption das Thema wieder auf, da schon 1949 unter der Regie von David Butler der frühe Farbfilm "The Story of Seabiscuit" in die Kinos kam.

## Ausstrahlung in Deutschland
Der Film wurde als deutsche Free-TV-Premiere am 26. August 2006 auf ProSieben erstausgestrahlt. In der werberelevanten Zielgruppe lag der Marktanteil bei 10,0 Prozent durch 1,13 Millionen Zuschauer. Insgesamt schauten 1,60 Millionen Zuschauer bei 6,0 Prozent Marktanteil zu.

## Kritik
Lexikon des internationalen Films: „Konzipiert als gefühlvolle Familien- und Erfolgsgeschichte, geht das Kalkül nicht auf, weil die Subplots unterentwickelt sind und der Zuschauer emotional auf Distanz bleibt. Zwar gut gespielt und edel fotografiert, fehlt dem altmodisch entwickelten Film letztlich der überspringende Funke, sodass er in erster Linie die Befindlichkeit einer Nation spiegelt, die sich nach einstiger Größe und früheren Tugenden sehnt.“

## Hintergrund
Der Film zeichnet in mancher Hinsicht eine Underdog-Geschichte: Ein kleines, unterschätztes Pferd und mehrere Menschen, die Schicksalsschläge hinter sich haben (Howard: einzigen Sohn und Frau verloren; Pollard: ehemals gebildet, dann von den Eltern gutgemeint in die Rennbahnwelt abgeschoben) und/oder Außenseiter sind (Seabiscuit und Pollard: von der Rennbahnwelt bzw. anderen Jockeys nicht ernst genommen und rebellierend; Smith: stellt Natur und Pferdewohl angeblich über Kommerz und branchenübliche Entscheidungen, wenn er ein lahmes Pferd "rettet"), kommen zusammen, erobern die Herzen der Menschen und fordern das überheblich auftretende „Establishment“ der Rennwelt an der Ostküste heraus. Dabei gönnt sich das Drehbuch diverse künstlerische Freiheiten: Seabiscuit wurde tatsächlich eher als ruhig und phlegmatisch denn – wie im Film – als rebellierend beschrieben. Auch war er vor dem Zweikampf mit War Admiral bereits ein etablierter Champion, der z. B. 1937 die meisten Preisgelder in den USA gewonnen hatte. Es war weniger der Eigentümer von War Admiral, der einem Zweikampf auswich, vielmehr wurde Seabiscuits Nennung viermal bei angesetzten Rennen zurückgezogen. Im Film wird War Admiral mit 18 Hand (183 cm) gegenüber dem 15 Hand (152 cm) kleinen Seabiscuit als übermächtig dargestellt; tatsächlich waren die Pferde mit 15,25 bzw. 15,2 Hand Größe etwa gleich, Seabiscuit hatte mit 1040 Pfund gegenüber War Admiral mit 960 Pfund sogar das höhere Gewicht. Im Film wird neben Seabiscuit auf keine weiteren von Howards Rennpferden eingegangen, dabei gehörten dem wohlhabenden Geschäftsmann und Vater von vier (überlebenden) Söhnen mehrere erfolgreiche Rennpferde; auch Pollards Unfall (in der Realität: zwei Unfälle) ereignete sich mit Pferden von Howard, allerdings in der Realität schon Monate vor dem Zweikampf mit War Admiral.
Gedreht wurde der Film zwischen Tobey Maguires Verpflichtungen für die Spider-Man-Filme. Maguire hatte 2001 für den ersten Spider-Man-Film sechs Monate lang hart trainiert, um seinen Körper für die Rolle des Superhelden in Topform zu bringen. Nach den Dreharbeiten hungerte er sich sofort zehn Kilogramm herunter, damit er für seine Jockey-Rolle möglichst dünn und leicht wirkte. Für den Film trainierte er mit Pferdeattrappen, die auch zum Training von Jockeys eingesetzt werden. Auch im Film ist Maguire während der Rennen nur auf den Attrappen (einschl. Attrappe eines Pferdehalses und wehender Mähne) zu sehen, die Rennszenen mit Pferden wurden hingegen allesamt von Statisten gedoubelt. – Mitte 2003 war Seabiscuit abgedreht. Sofort begann Maguire wieder mit hartem Training, um in Form zu kommen für das Spider-Man-Sequel Spider-Man 2.

## Auszeichnungen
Seabiscuit – Mit dem Willen zum Erfolg war sieben Mal für den Oscar nominiert (Bester Film, Bestes adaptiertes Drehbuch, Beste Kamera, Bestes Szenenbild, Bestes Kostümdesign, Bester Ton, Bester Schnitt), erhielt aber keine der begehrten Statuen. Bei der Golden-Globe-Verleihung 2004 blieb der Film in zwei Kategorien (Bester Film – Drama, Bester Nebendarsteller William H. Macy) ebenfalls ohne Auszeichnung.